# Randy Gregg (Musiker)

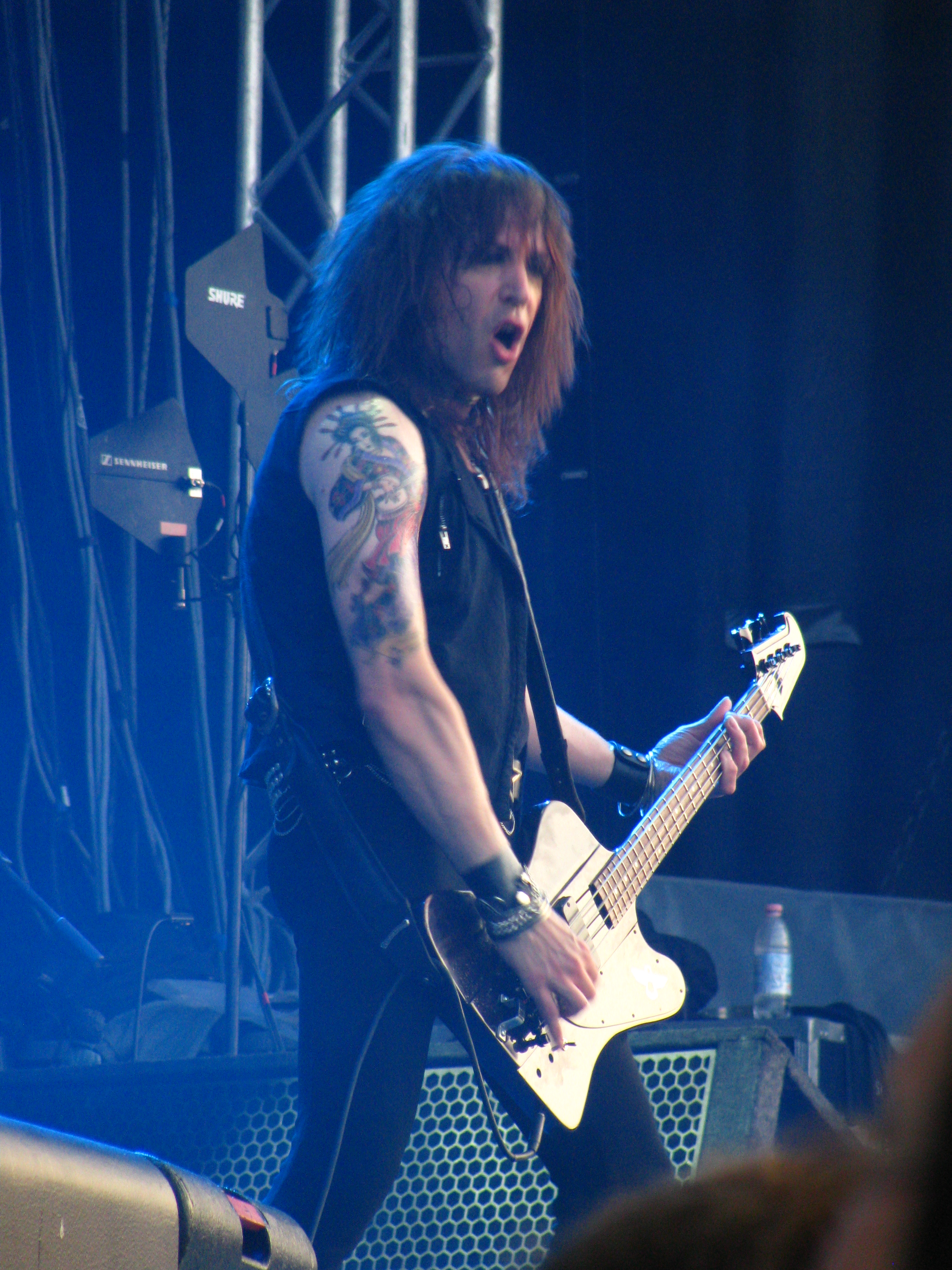
Randy Gregg (2009)

Randy Gregg (* 8. November 1969 in Queens, New York City) ist ein amerikanischer E-Bassist.
Gregg spielte unter anderem bei der Band Thin Lizzy. Momentan ist er Bassist der Bands Angel und Lauren Harris.

## Leben
Randy Gregg begann in der siebten Klasse damit, E-Gitarre zu spielen und war Gitarrist und Sänger einer Garagenband. Nach einiger Zeit ließ er das Gitarrenspielen sein und wechselte zum Bass, da er der Meinung war, dass Bassisten mehr gebraucht würden als Gitarristen.

„Bass Players were scarce, and that led me to pick and choose suitable projects“

„Es mangelte an Bassisten, und das ermöglichte mir, passendere Projekte auszuwählen“

1998 kam Gregg zur Band Garlic und wirkte auf zwei Alben mit. Anschließend spielte er bei Bands wie Cheap Trick, Thin Lizzy oder den L.A Guns. Seit 1998 ist er Mitglied der Band Angel und spielt zudem seit 2005 bei Lauren Harris.